# コシーニャ

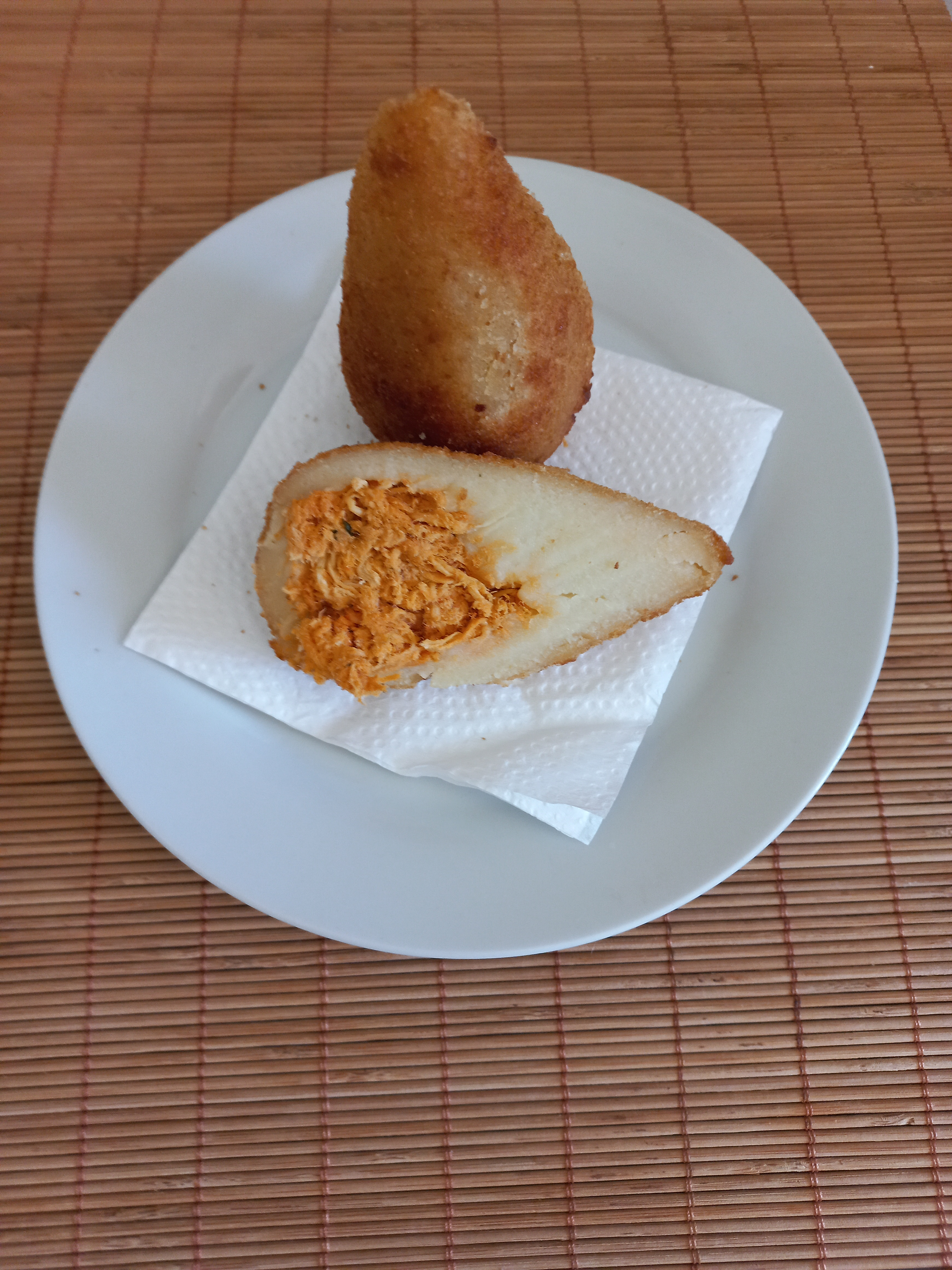
コシーニャの例（外観と断面）

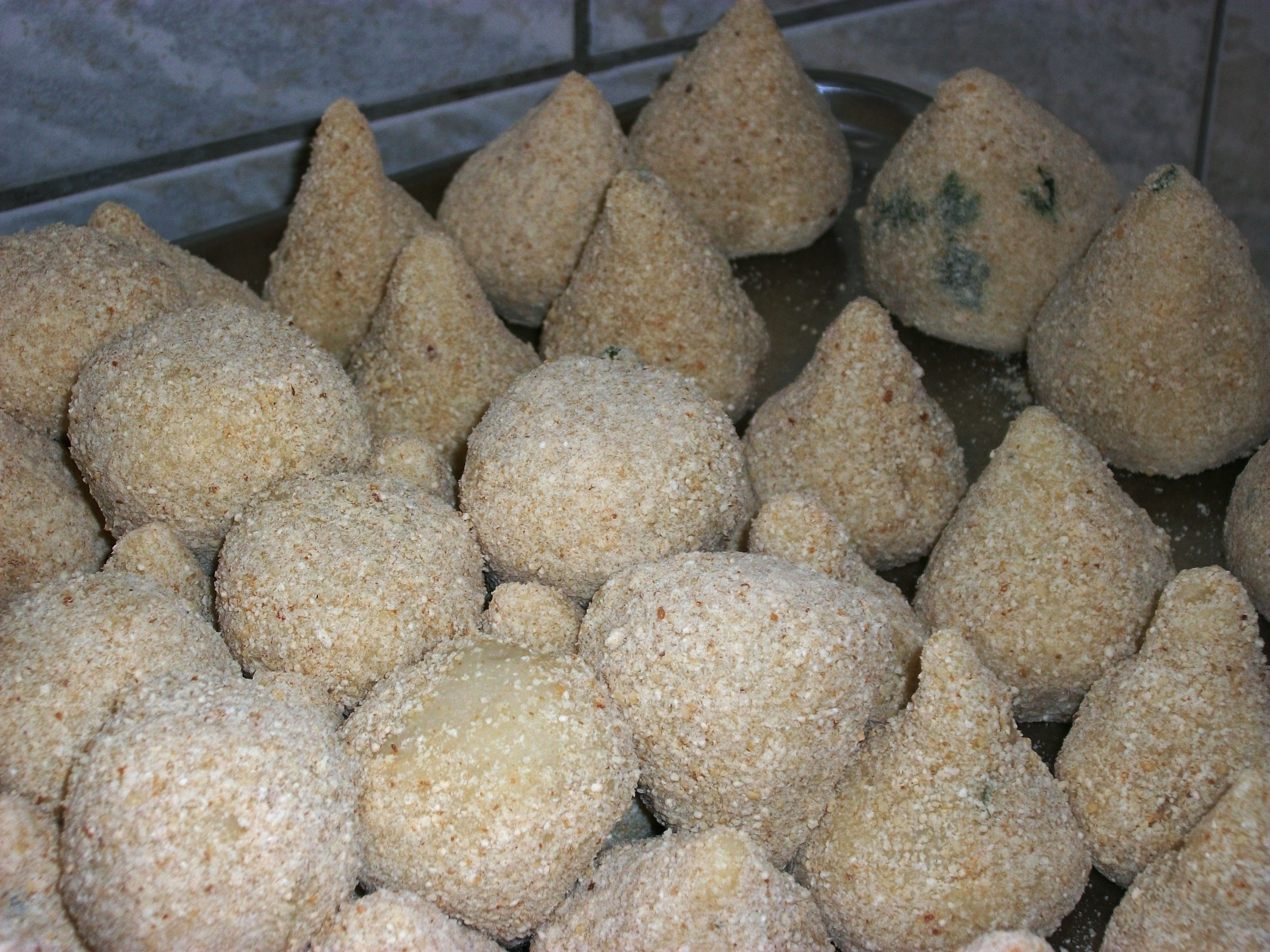
揚げる前のコシーニャ

コシーニャ（ポルトガル語: coxinha）は、ブラジルの家庭料理の1つ。外観を鶏のもも肉に見立てた、コロッケに似た料理である。

## 概要
ブラジルでもコロッケ（クロケット）は食されており、ポルトガルと同じくバカリャウ（塩タラ）とジャガイモのクロケットなども食されている。
コシーニャは、ブラジル特有のクロケットと言える。鶏肉を用いるのが一般的である。
外形は円錐形であり、「涙形」「水滴形」とも表現される。衣にはマンジョッカ（キャッサバ芋）を用いるため、外側はサクサク、内側はもちもちとした食感となる。
ブラジルでは軽食としても食べられており、屋台、カフェ、バールなどでスナック感覚で食されている。
材料については、鶏肉は必須であるが、ジャガイモは使うことも、使わないこともあるため、ジャガイモを用いた場合は「ジャガイモのコシーニャ」と呼び分ける場合もある。

## 作り方の例
1. 茹でた鶏むね肉を細かく裂く[5]。
2. 裏ごししたキャッサバで包み、成形する[5]。
型に入れて成型することもある[4]。
3. 細かいパン粉を付けて、油で揚げる[5]。
オーブンで焼き上げるスタイルもある[4]。

細かい材料、製法は地域や店、家庭によって様々に異なる。例えば、中にゆで卵を入れることもある。

## 名称と発祥
名称は「腿」を意味する「コシャ(coxa)」に由来し、コシーニャだと「小さなもも肉」くらいの意味合いとなる。
コシーニャの発祥については定かではないが、以下のような説が信じられている。
- サンパウロの工業化が進んだ時代に、工場の前で毎朝鶏もも肉の焼き鳥を売っていたが、食べる際に手が汚れないようにコシーニャを作った。
- イザベル・ド・ブラジルの息子は鶏もも肉だけ食べることが出来た。そこで、宮殿のシェフが鶏もも肉に外観を似せたコシーニャを考案した。